# جوان هوغ
جوان هوغ (بالإنجليزية: Joanne Hogg)‏ هي مغنية بريطانية، ولدت في القرن العشرين في بيليمينا في المملكة المتحدة.

## وصلات خارجية
- جوان هوغ على موقع ميوزك برينز (الإنجليزية)
- جوان هوغ على موقع أول ميوزيك (الإنجليزية)
- جوان هوغ على موقع ديسكوغز (الإنجليزية)